# Chamaesphecia deltaica
Chamaesphecia deltaica is een vlinder uit de familie van de wespvlinders (Sesiidae). De wetenschappelijke naam van de soort is voor het eerst geldig gepubliceerd in 1965 door Popescu-Gorj & Capuse.